# Гольдштюкер, Эдуард
Эдуард Гольдштюкер (нем. Eduard Goldstücker; 30 мая 1913, Подбьел — 23 октября 2000, Прага) — чехословацкий литературовед-германист, публицист и дипломат еврейского происхождения. Ведущий исследователь творчества Франца Кафки в стране.

## Биография
Изучал немецкие язык и литературу в Карловом университете, во время учёбы стал членом Коммунистической партии Чехословакии. Завершил учёбу в 1935 году.
После немецкой оккупации в 1939 году был вынужден покинуть Чехословакию из-за еврейского происхождения. Работал на чехословацкое правительство в изгнании в Лондоне. В 1948 году был назначен чехословацким послом в Израиле.
В 1951 году стал жертвой политических репрессий, провёл три с половиной года в заключении. В 1955 году был реабилитирован и начал чтение лекций в Карловом университете. Возглавлял кафедру немецкого языка.
В 1960-х стал депутатом парламента. В 1968 году избран председателем Союза чехословацких писателей. Резко критиковал ввод войск в Чехословакию 1968 года и был вынужден эмигрировать в Англию, где преподавал немецкую литературу и стал профессором сравнительной литературы в Сассексе.
В 1990 году вернулся на родину.

## Награды
- Орден Клемента Готвальда (30.4.1968; лишён 30.3.1970)[2].